# البياضة (إيران)
البياضة هي قرية في مقاطعة خور وبيابانك، إيران. يقدر عدد سكانها بـ 221 نسمة بحسب إحصاء 2016.